# Wohlsborn
Wohlsborn ist ein Ortsteil der Landgemeinde Am Ettersberg im Norden des Landkreises Weimarer Land. Im Ort entspringt die Scherkonde. Der Ort liegt am Kleinen Ettersberg.

## Geschichte
Das Dorf Wohlsborn wurde erstmals im Jahre 1249 urkundlich erwähnt. Damals gehörte der Ort zu den Besitzungen der Grundherren von Wolfesborn, später zählte er zum Besitz der Burg in Weimar. 1410 erwarb die Kommende Liebstedt des Deutschen Ritterordens die Ansiedlung. Im Jahre 1525 erfolgte die Säkularisation des Ordensvermögens. Ab 1807 gehörte Wohlsborn zum Königreich Sachsen. Anfang 1815 gelangte der Ort kurzzeitig unter preußischen Einfluss. Durch den Wiener Kongress kam Wohlsborn schließlich nach Fürsprache des russischen Zaren Alexander I. zum Großherzogtum Sachsen-Weimar-Eisenach.
Auf dem breiten Rücken des Kleinen Ettersberges liegt der mit Bäumen bestandene Bärenhügel ostsüdöstlich vom Ort. Er ist die letzte Anhöhe eines ehemals sehr mächtigen Grabhügels, der abgetragen wurde. Eine Ausgrabung führte Vulpius im Auftrage von Goethe durch. Der Platz wurde seit der Jungsteinzeit als Begräbnisstätte und Kultplatz genutzt. Den Namen hat er nicht von Bären, sondern von den dort gut gedeihenden Beeren-Sträuchern her.
Unweit hiervon befindet sich Linkers Hof in Kromsdorf.
Vom 26. Juni 1887 bis zum 11. April 1946 war Wohlsborn an die im Volksmund Laura genannten Schmalspurbahn Weimar–Rastenberg/Großrudestedt, die von der Weimar-Rastenberger Eisenbahn-Gesellschaft (WREG) mit Sitz in Weimar betrieben wurde, an Kilometer 6,33 angebunden. Der Bahnhof Wohlsborn lag einen guten halben Kilometer weiter östlich des Ortes. Das Empfangsgebäude des Bahnhofs Wohlsborn ist mittlerweile abgerissen.

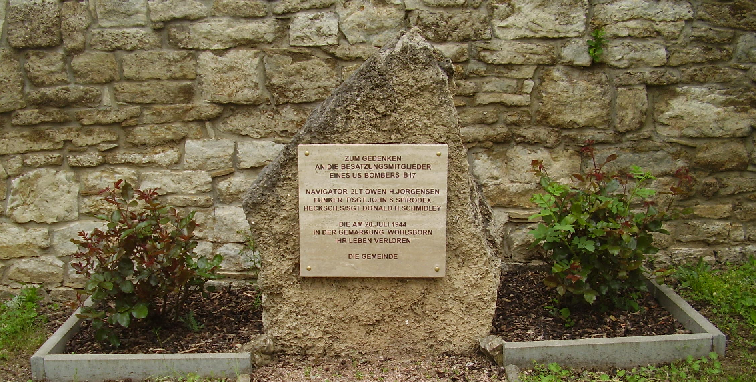
Gedenkstein für ermordete US-Soldaten, 2001 errichtet

Am 20. Juli 1944 wurde ein US-Bomber Boeing B-17 (Flying Fortress) über der Gemarkung Wohlsborn von Flakgranaten getroffen und abgeschossen. Die neun Besatzungsmitglieder konnten zwar mit dem Fallschirm abspringen, aber drei von ihnen konnten ihr Leben damit nicht retten. Einer der Ergriffenen wurde von einem Landwirt erschlagen, der andere von NS-Kreisleiter Franz Hofmann erschossen, ein dritter war bereits tot, weil sich sein Schirm nicht geöffnet hatte.
Im Jahre 2001 wurde unter Beteiligung von US-Kriegsveteranen in der Ortslage ein Gedenkstein zur Erinnerung an das Verbrechen errichtet. Die Inschrift auf dem Gedenkstein lautet: "Zum Gedenken an die Besatzungsmitglieder eines US Bombers B 17 / Navigator 2LT Owen H. Jorgensen, Funker John S. Spirodex, Heckschütze Donald H. Schmidley / Die am 20. Juli 1944 in der Gemarkung Wohlsborn ihr Leben verloren / Die Gemeinde."
Am 1. Januar 2019 wurde die Gemeinde Wohlsborn mit weiteren Gemeinden der Verwaltungsgemeinschaft Nordkreis Weimar zur Landgemeinde Am Ettersberg zusammengeschlossen.

## Bauwerke
Die folgenden Bauwerke des Ortes stehen unter Denkmalschutz:
- Kirche mit Kirchhof

Im Jahre 1474 wurde erstmals eine Pfarrei im Ort erwähnt. Die heute vorhandene Kirche stammt gleichfalls aus dem 15. Jahrhundert. Bis zur Erschließung des Neubaugebietes lag die Kirche nicht, wie allgemein üblich, im Zentrum des Ortes, sondern am südwestlichen Rand von Wohlsborn. Nach dem Tod des letzten Pfarrers im Jahr 1928 wurde die Pfarrstelle nicht wieder besetzt. Die Betreuung der Kirchgemeinde erfolgt heute durch die Pfarrei Großobringen.
- Pfarrgehöft, Hauptstraße 4
- Taubenturm, Herrengasse 35
- Portal, Herrengasse 39